# Русско-Балтийское судостроительное и механическое акционерное общество

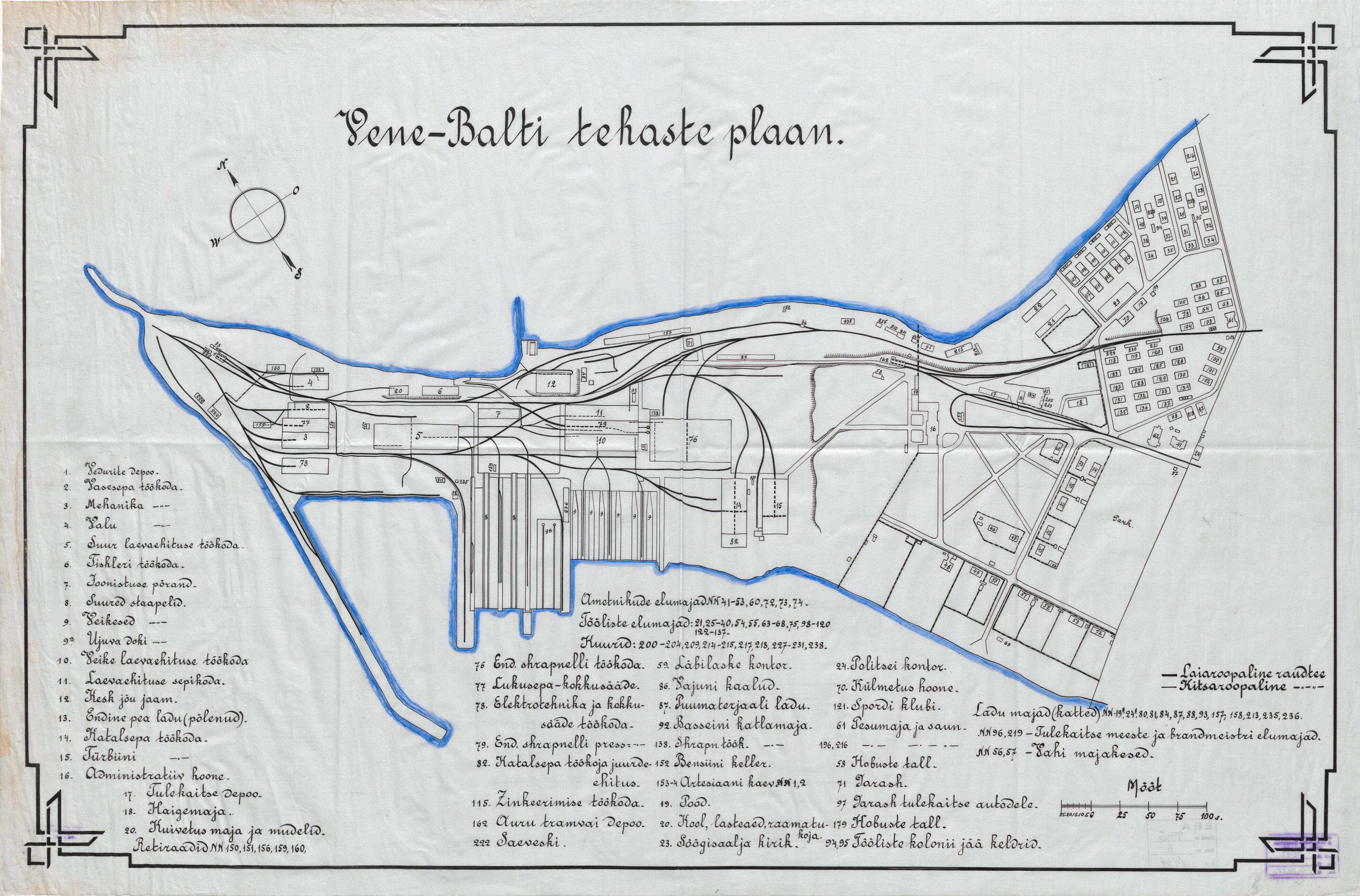
План завода в 1920 году

Русско-Балтийское судостроительное и механическое акционерное общество — название российского акционерного общества, образованного в конце 1913 года в связи с выделением Ревельского судостроительного и механического завода из Русского общества для изготовления снарядов и боевых припасов в самостоятельное предприятие. До 1918 года правление акционерного общества располагалось в Петрограде. В 1918 году, вследствие обретения Эстонией независимости, предприятие было реорганизовано в компанию под названием «Эстонское представительство Английско-Балтийского судостроительного и механического акционерного общества» (эст. Inglise-Balti laevaehituse ja mehaanika aktsiaseltsi Eesti esindus, англ. Anglo-Baltic Shipbuilding Engineering Company's Committee for Estonia) со штаб-квартирой в Таллине.

## История

### В Российской империи

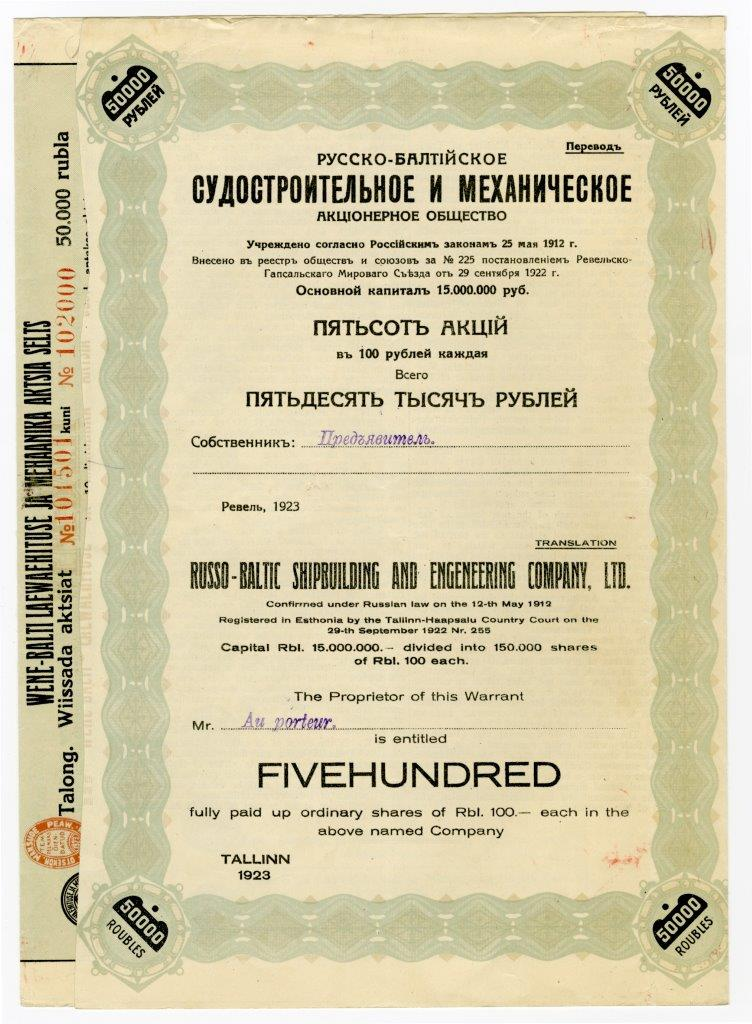
500 акций на предъявителя в 100 руб. каждая (всего 50 тыс. руб.) Русско-Балтийского судостроительного и механического общества с основным капиталом в 15 млн руб. Г. Ревель (Таллин), 1923 г.

История создания завода Русско-Балтийского судостроительного и механического акционерного общества непосредственным образом связана с подготовкой России к Первой мировой войне. Компания основана в 1912 году. В этом же году Общество приобрело у Ревельского муниципалитета участок земли на полуострове Копли, где практически сразу началось строительство судостроительно-механического завода. Выбранное под строительство место на полуострове Копли оказалось очень удобным, так как находилось всего в пяти верстах (5,3 км) от города, могло быть соединено с железнодорожной сетью, и на левом берегу полуострова находилась глубокая и защищённая от ветров бухта с выходом в море. При строительстве завода было задействовано примерно 10 000 человек.
Ревельская верфь изначально была спроектирована с учётом всех последних достижений мирового судостроения. Проект разработал известный русский, а впоследствии советский архитектор и гражданский инженер, академик архитектуры А. И. Дмитриев — родной брат директора-распорядителя завода Русского судостроительного общества в Николаеве Н. И. Дмитриева. Судостроительный комплекс был построен на участке площадью 76 тысяч квадратных метров французской военно-промышленной компанией Schneider-Creusot, строительные работы также вели несколько петербургских и местных строительных компаний и механических заводов.
К маю 1913 года были проложены основные коммуникации и подъездные пути к заводу; сданы в эксплуатацию электростанция, плаз и четыре малых стапеля. Спустя полгода на интенсивно возводимом предприятии были заложены два лёгких крейсера типа «Светлана» — одноимённое, названное в честь геройски погибшего в Цусимском сражении в 1905 году судна и «Адмирал Грейг» (из-за приближающегося осенью 1917 года переворота достраиваемых на верфи Балтийского завода в Петрограде), а также четыре эсминца класса «Гавриил».
В конце 1913 года на заводе побывал морской министр Российской империи И. К. Григорович, впоследствии отметивший в мемуарах: «Постройка ревельских заводов настолько продвинулась вперёд, что я имел возможность сделать закладку заказанных на них крейсеров, эскадренных миноносцев и подводных лодок, а также присутствовать на освящении и открытии новых мастерских этих заводов…».
Первым директором верфи в 1912—1917 годах был Иван Гаврилов, бывший начальник отдела проектирования кораблей Петербургского Адмиралтейского судостроительного завода.

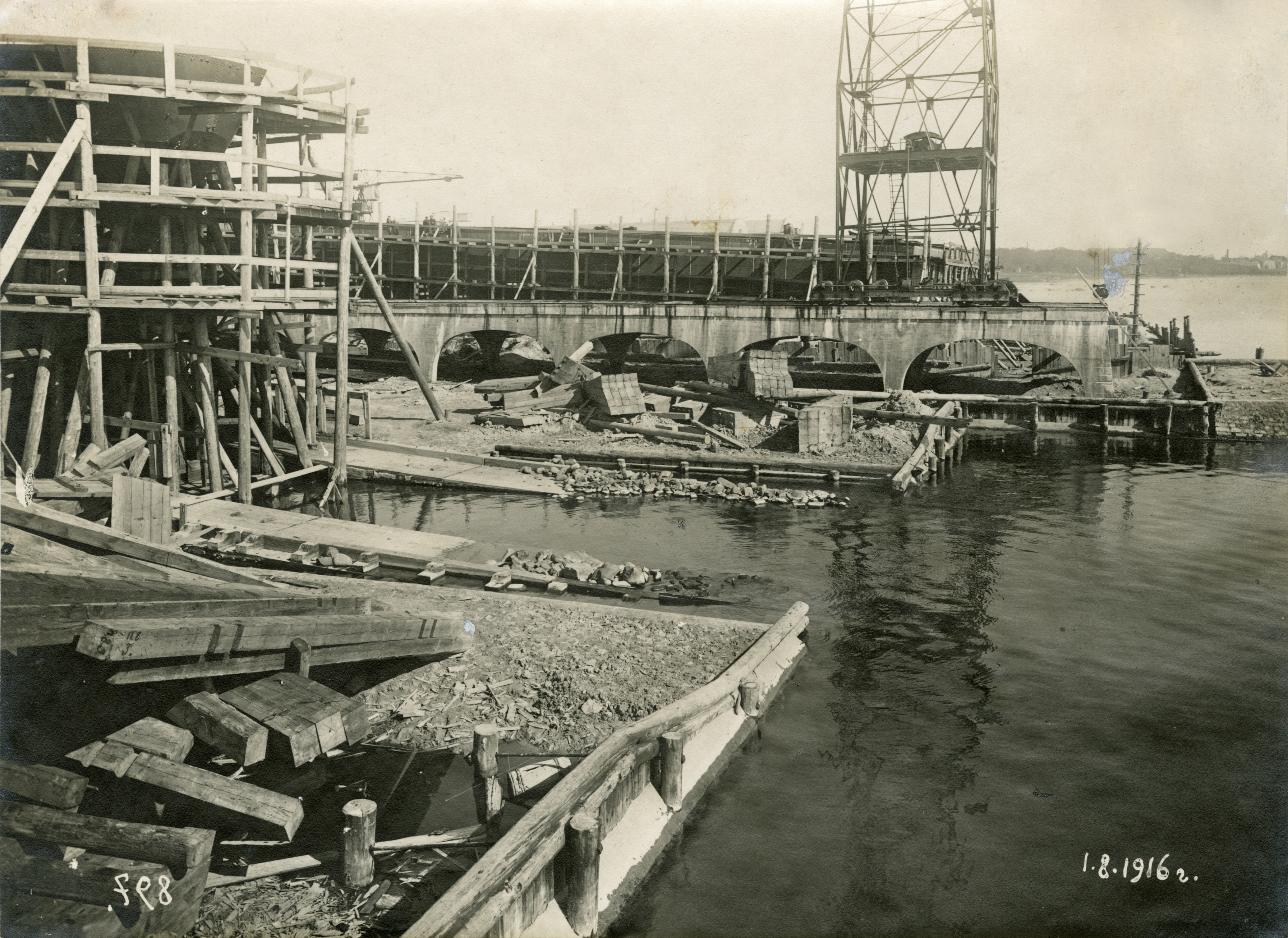
Штапели, между ними кран на бетонном основании
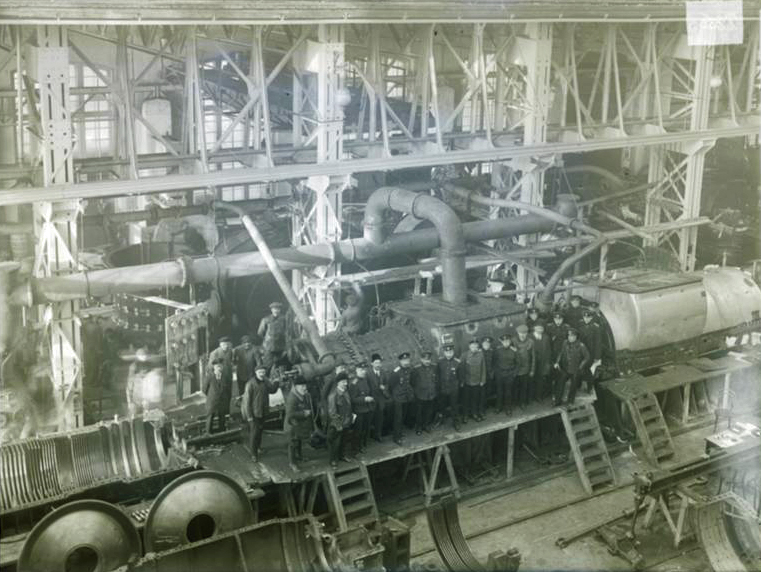
Группа военных моряков на фоне паровой турбины системы «Кёртис—АЭГ—Вулкан». 1910—1915 гг.
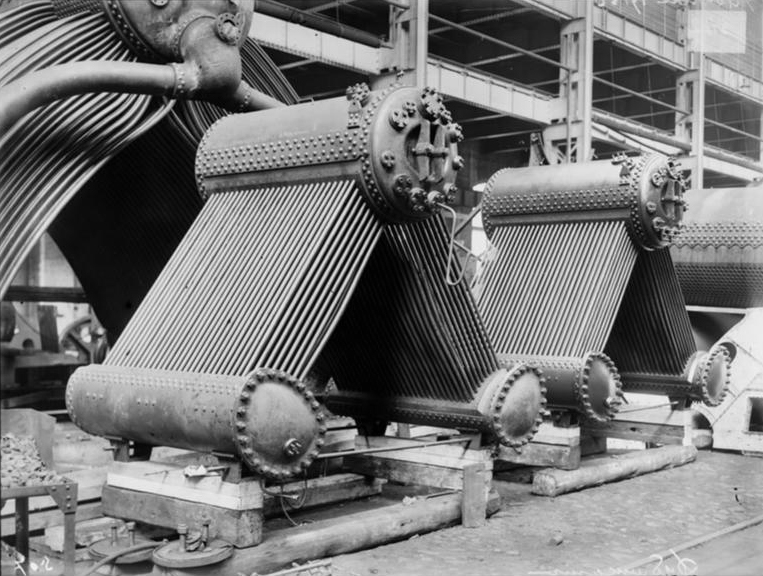
Части корабельных водотрубных паровых котлов «Ярроу» в заводском цеху, 1915 год
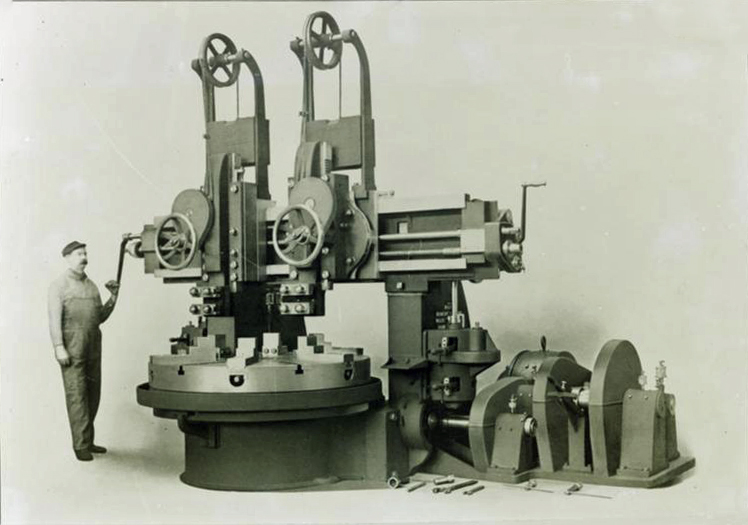
Заводское оборудование. Рекламное фото, 1915 год
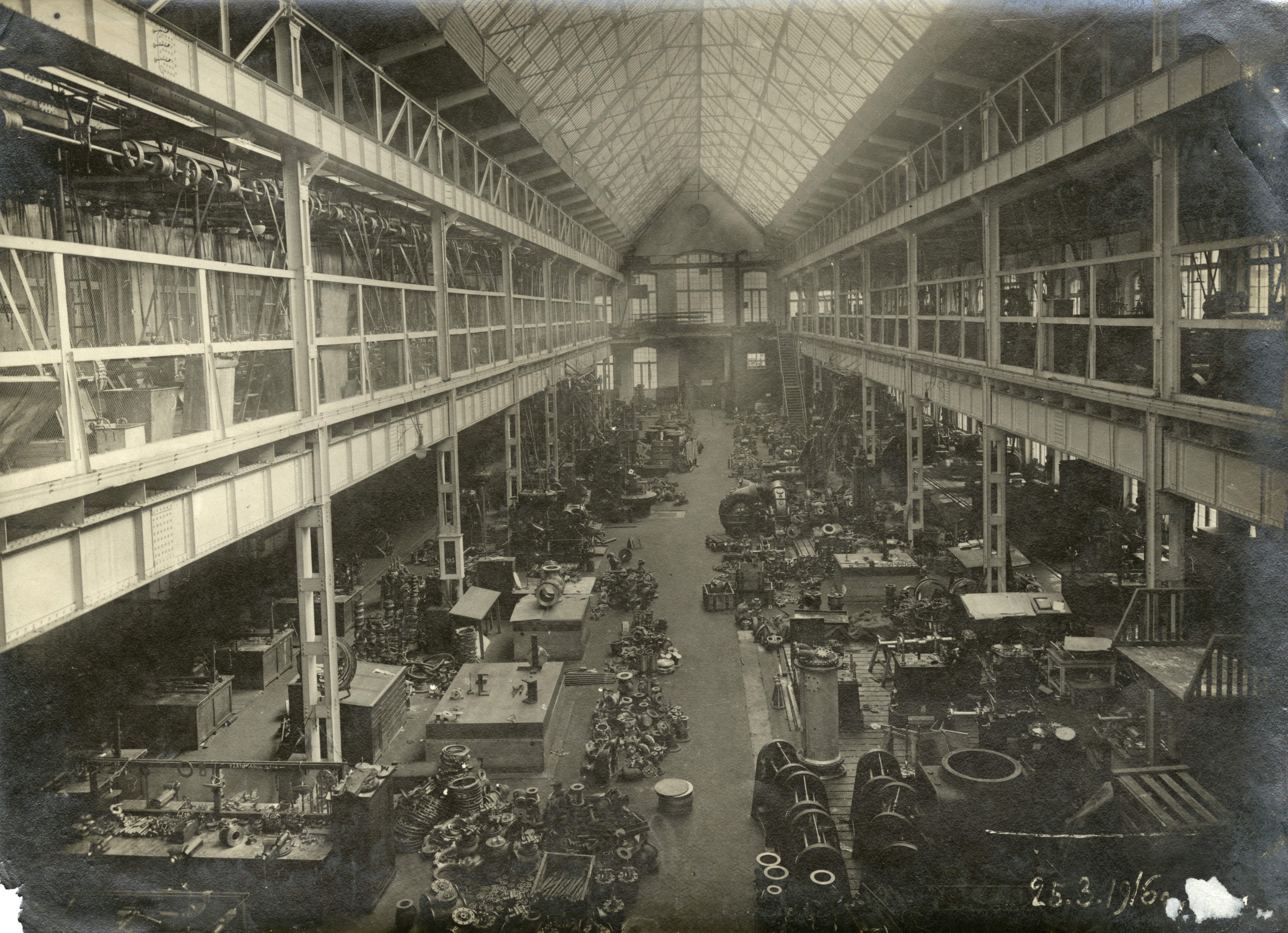
Заводской цех, 1916 год

К осени 1917 года обстановка на прибалтийском театре военных действий складывалась для российской армии крайне неудачно. Взятие Риги и островов Моонзундского архипелага германскими войсками создало реальные предпосылки захвата Ревеля. В связи со сложившейся ситуацией Морским министерством было принято решение об эвакуации недостроенных кораблей и заводского оборудования из Ревеля. В 1917 году большая часть оборудования верфи была эвакуирована в Таганрог и Новороссийск. Во время немецкой оккупации Ревеля в производственных корпусах заводов располагались склады.

### В Первой Эстонской Республике
В 1918 году, после начала войны за независимость Эстонии, на предприятии недолгое время ремонтировались корабли ВМС Эстонии и железнодорожная техника. Жилые дома в Копли стояли полупустыми и были разграблены. С 1919 по 1920 год на всех пяти этажах здания заводоуправления располагался тифозный госпиталь для солдат и офицеров Северо-Западной армии; кроме того, все 12 бараков для рабочих (пустующие после остановки производства) использовались как госпитали. В декабре 1919 года на лечении находилось 850 больных и раненых.
В дальнейшем из-за отсутствия постоянных заказов и долгов по кредитам 12 марта 1926 года вопрос о предприятии «Английско-Балтийское судостроительное и механическое акционерное общество» был рассмотрен в Государственном собрании Эстонии, в результате чего было принято решение о признании акционерного общества банкротом и его ликвидации. В бывших заводских цехах обосновались мелкие фабрики и ремонтные мастерские. Здание бывшего заводоуправления, построенное, как и многие подобные сооружения дореволюционной России, по типу петербургского Адмиралтейства.  
В 1920-е годы использовались лишь части помещений административного здания, а в 1930-е годы несколько его помещений были переоборудованы под квартиры. В 1931 году в здании начал работу Таллинский техникум, в 1936 году на его базе был основан Таллинский технический университет. В 1933—1936  годах помещения в здании арендовала основанная в 1919 году Таллинская Морская школа — будущая Эстонская морская академия.

### В Советской Эстонии
После установления советской власти в Эстонии было решено восстановить завод. По окончании Второй мировой войны на заводе, носившем название Государственное предприятие Балтийский судоремонтный завод Министерства рыбного хозяйства СССР, занимались ремонтом и модернизацией судов, а его цеха были реконструированы. Бывшее здание заводоуправления с 1950-х годов являлось главным зданием Таллинского политехнического института, а в 1971 году, после завершения строительства главного корпуса в Мустамяэ, было передано экономическому факультету института.

### В независимой Эстонии
После восстановления независимости Эстонии завод продолжает деятельность и является подразделением концерна BLRT Grupp в виде нескольких отдельных предприятий: BLRT Rekato OÜ (судоремонт), Tallinn Shipyard OÜ (судоремонт и судостроение), BLRT ERA AS (ремонт электрооборудования) и BLRT Toorik OÜ (производство металлоконструкций) и др. Правопреемником Русско-Балтийского судостроительного и механического завода считается предприятие Tallinn Shipyard OÜ (Таллинская судоверфь). С 2009 года в бывшем здании заводоуправления снова разместилась Эстонская морская академия.
В 1995 году здание бывшего заводоуправления было внесено в Государственный регистр памятников культуры Эстонии как исторический памятник и памятник архитектуры.

## Рабочий посёлок

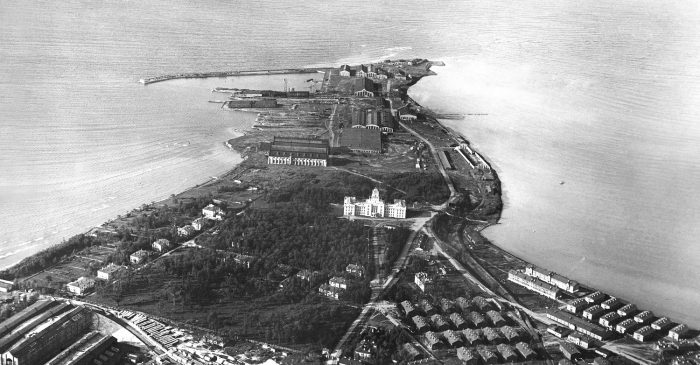
Общий вид заводской территории в 1920-е годы. В центре здание заводоуправления, вверху — стапель и цеха, слева — дома для инженеров и парк, в правом углу — рабочие казармы

Рабочий посёлок был отделён от цехов и стапелей главным зданием завода. Посёлок имел весьма продвинутую для своего времени планировку, где строго зонировано располагались жилые дома для рабочих, мастеров и руководства завода, а также располагались обслуживающие их здания: больница, баня, столовая, магазин, народный дом (клуб), школа, церковь, полицейский участок, почта, пожарная часть, прачечная и т. д. Также были построены электростанция, водопровод, депо и трамвайные пути для сообщения с центром города. Строительные работы осуществляли несколько петербургских и местных строительных компаний, проектированием комплекса рабочего посёлка, так же, как и самого завода, руководил инженер Александр Дмитриев.
Комплекс зданий бывшего Русско-Балтийского судостроительного завода сохранился относительно нетронутым и является ярким примером принципов планировки рабочих поселений начала XX века.
Десять жилых домов, построенных в 1914 году для младших служащих Русско-Балтийского завода, внесены в Государственный регистр памятников культуры Эстонии как памятники архитектуры, среди них дома № 95, 97 и 99 на улице Копли. Дом номер 99 особенно ценен тем, что полностью сохранил оригинальное объёмное решение и декоративные элементы. В конце 2010-х годов все три дома прошли реновацию.
Памятниками архитектуры также признаны ещё 10 строений бывшего завода, среди них: дом директора, дом заводских пожарных, здание заводского полицейского участка (сильно пострадало в пожаре в 2014 году), здание больницы, три жилых дома для старших заводских служащих на улице Калури и три цеха — цех малых судов и прессовки, турбинный  и котельный цеха.

Рабочий посёлок в 2011—2015 гг. (памятники архитектуры)
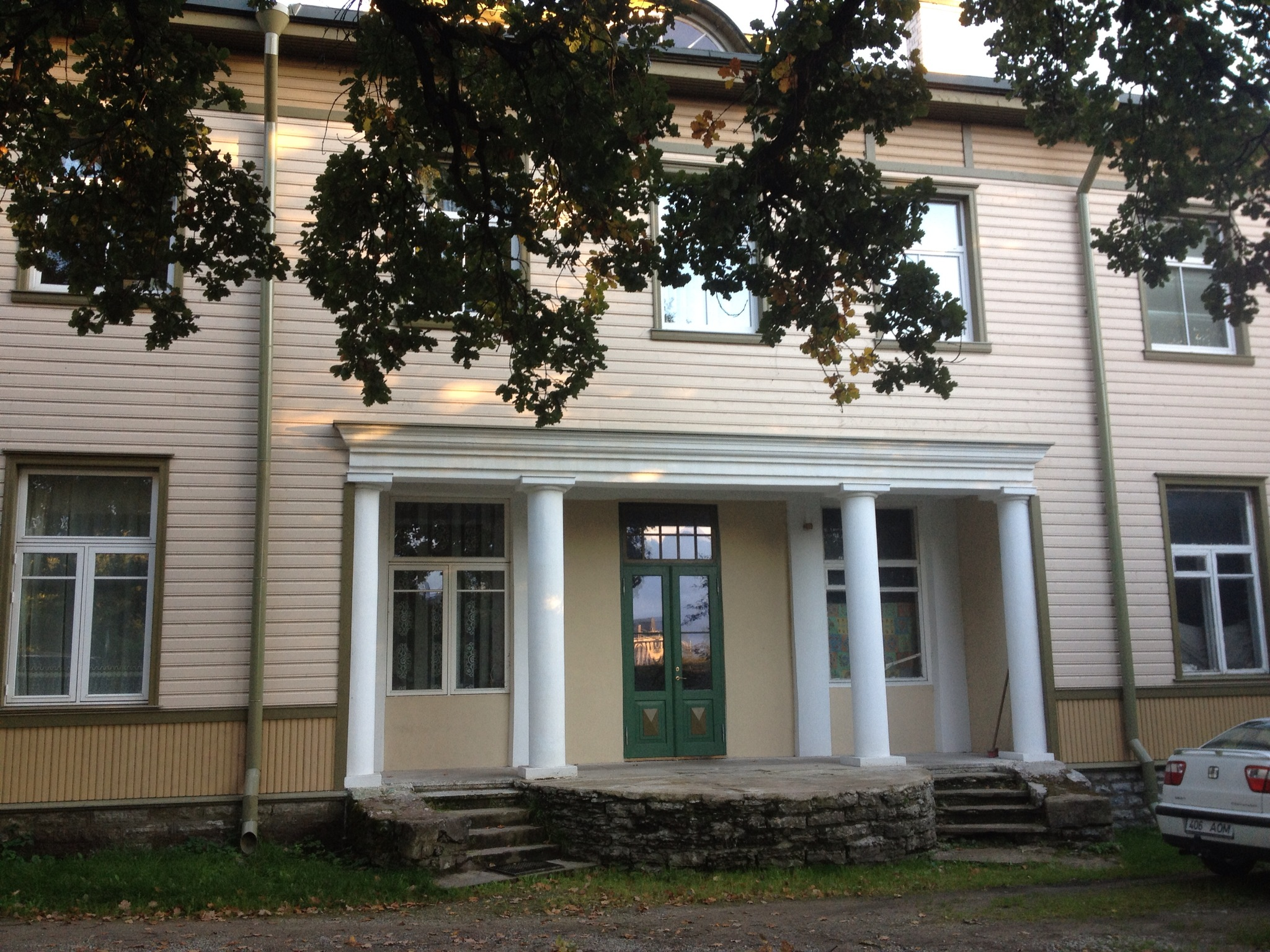
Дом директора
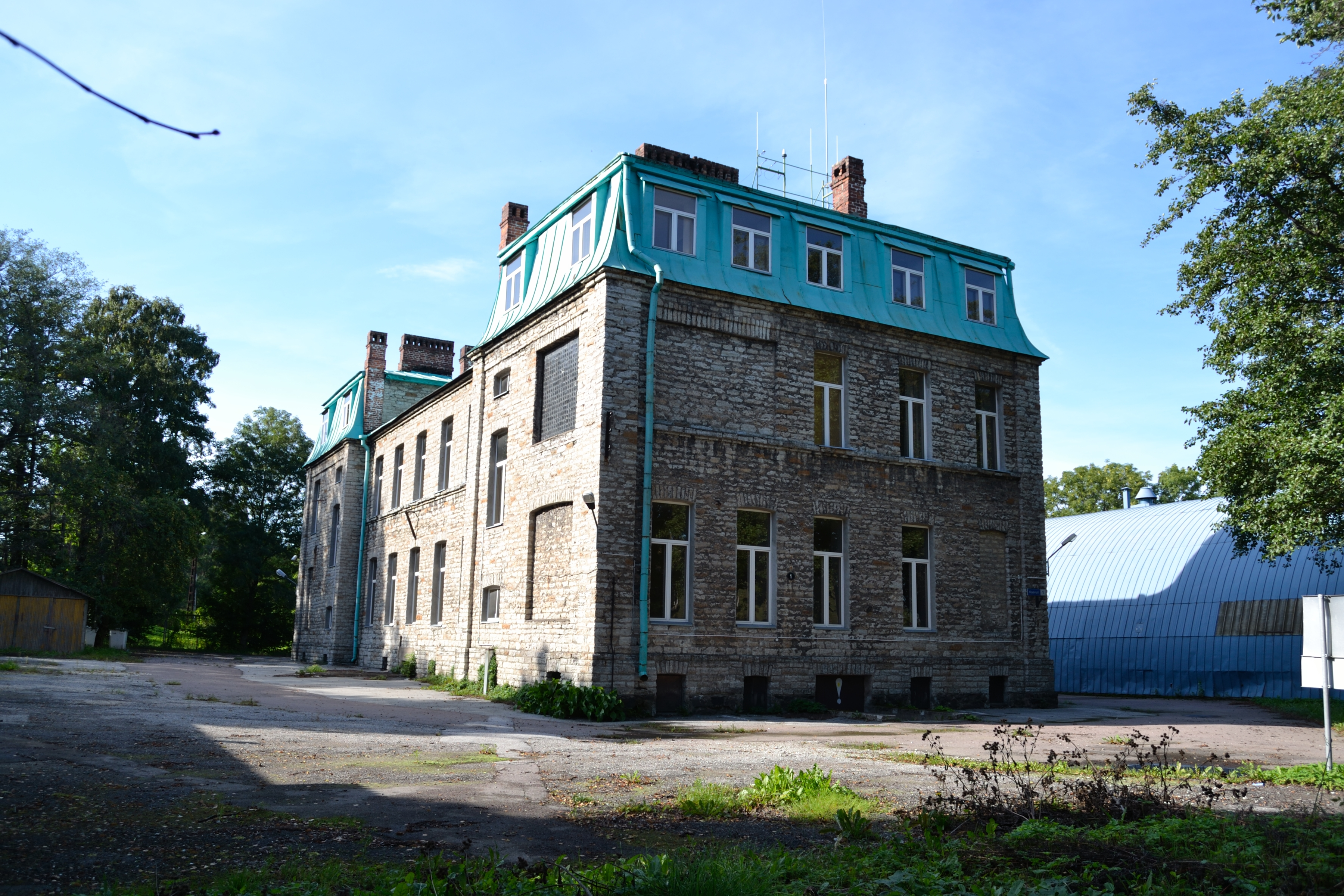
Больница
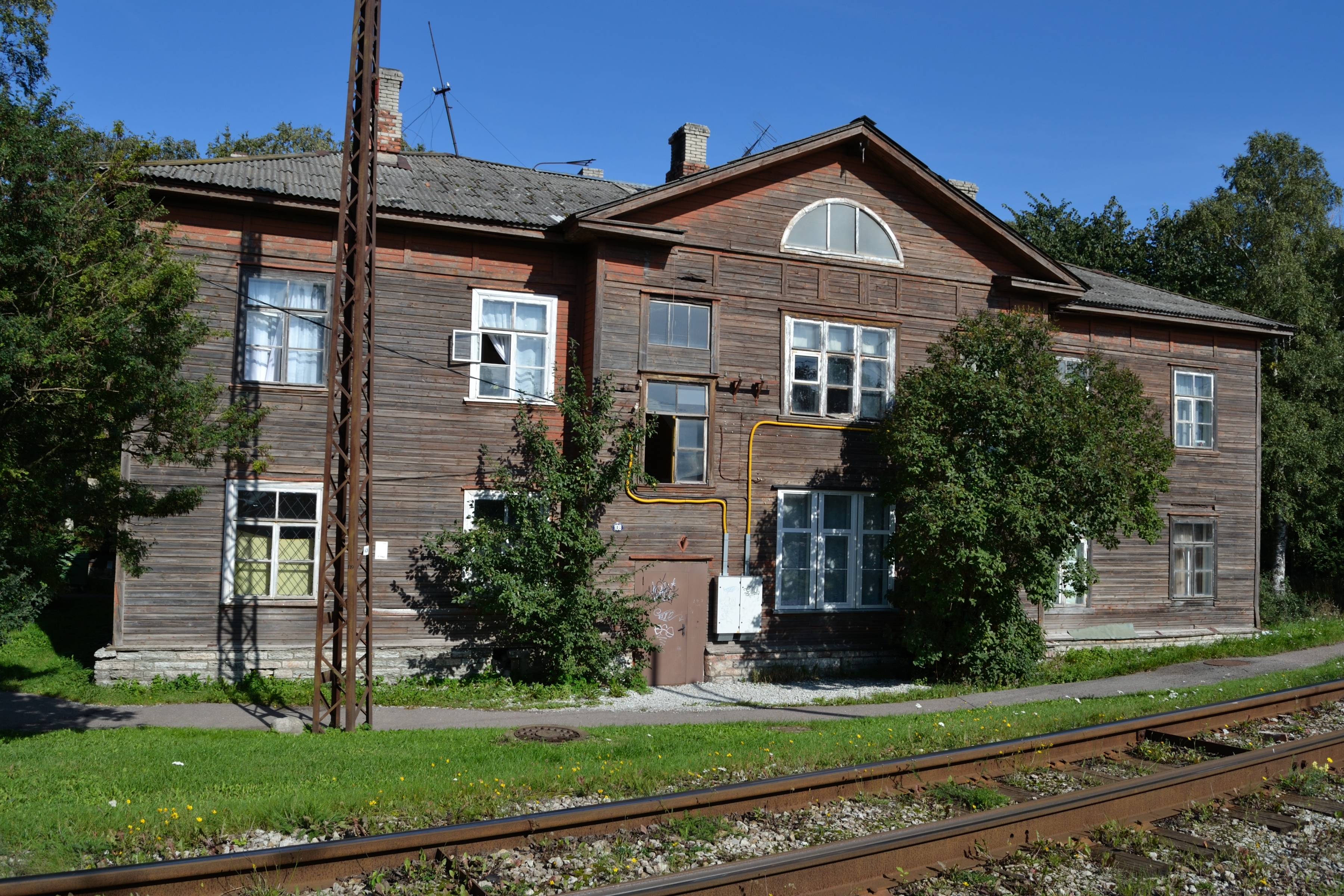
Полицейский участок
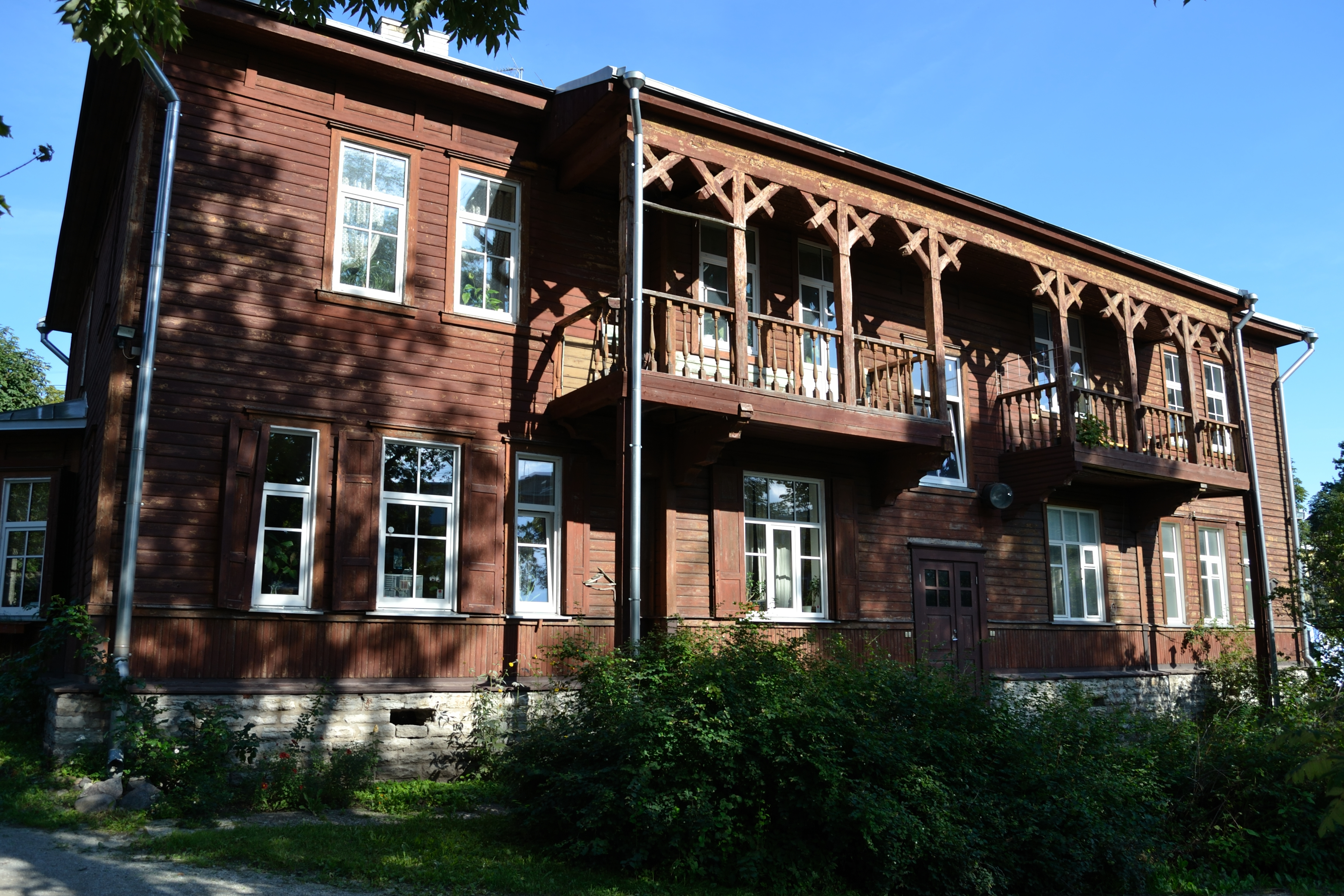
Жилой дом для старших служащих, ул. Калури 7
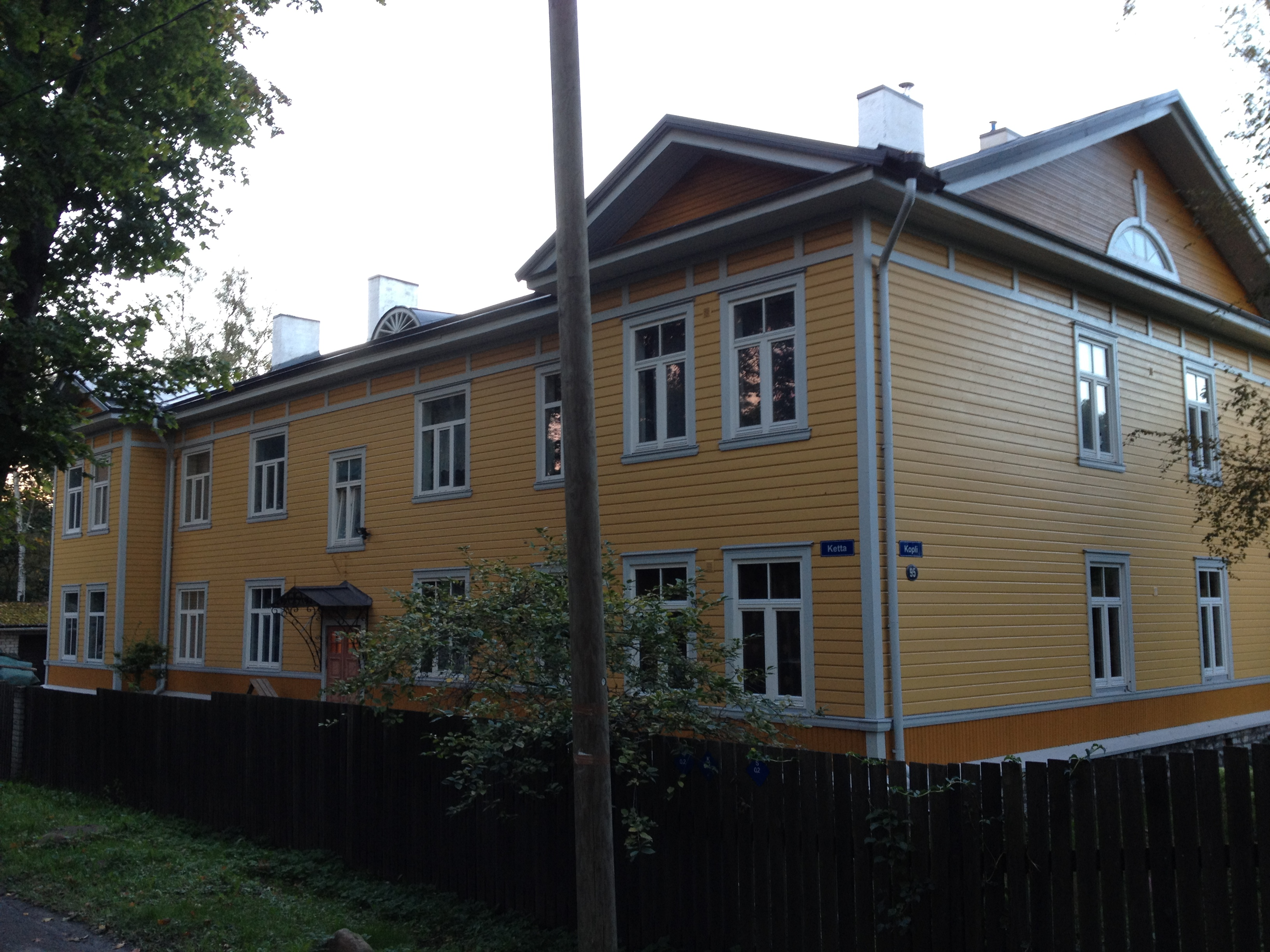
Жилой дом для младших служащих, ул. Копли 95
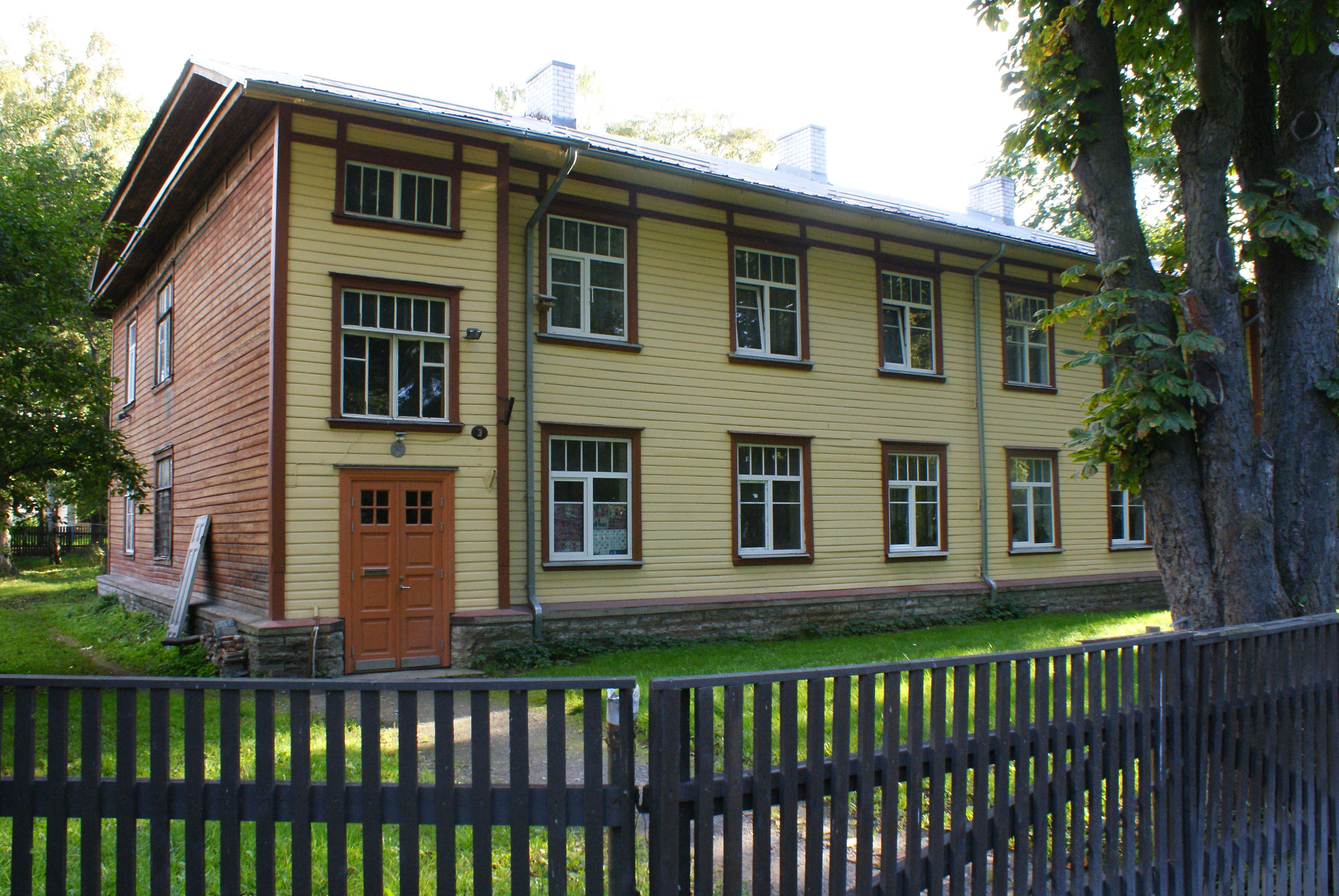
Жилой дом для младших служащих, ул. Сюста 3
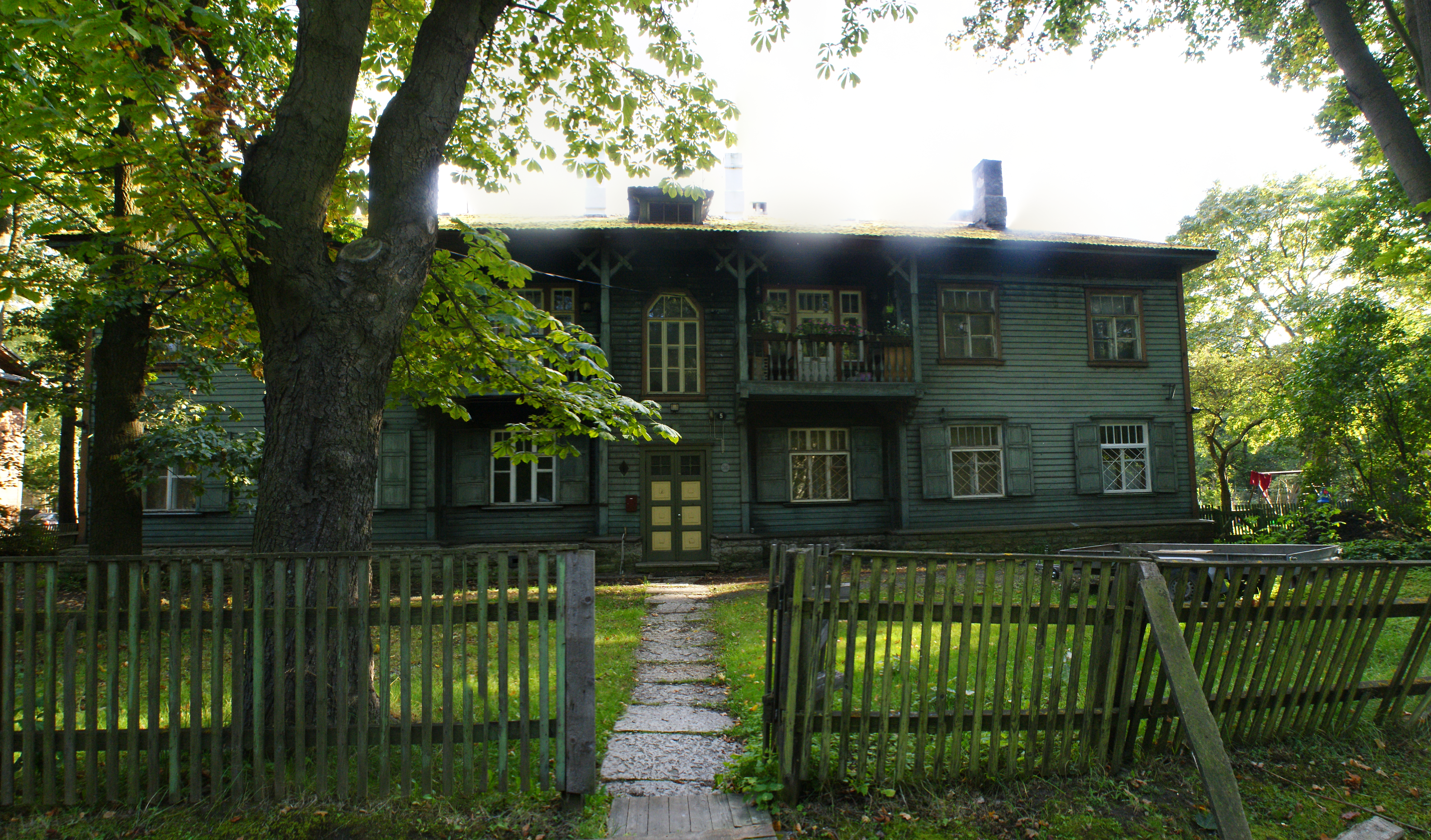
Жилой дом для младших служащих, ул. Сюста 5
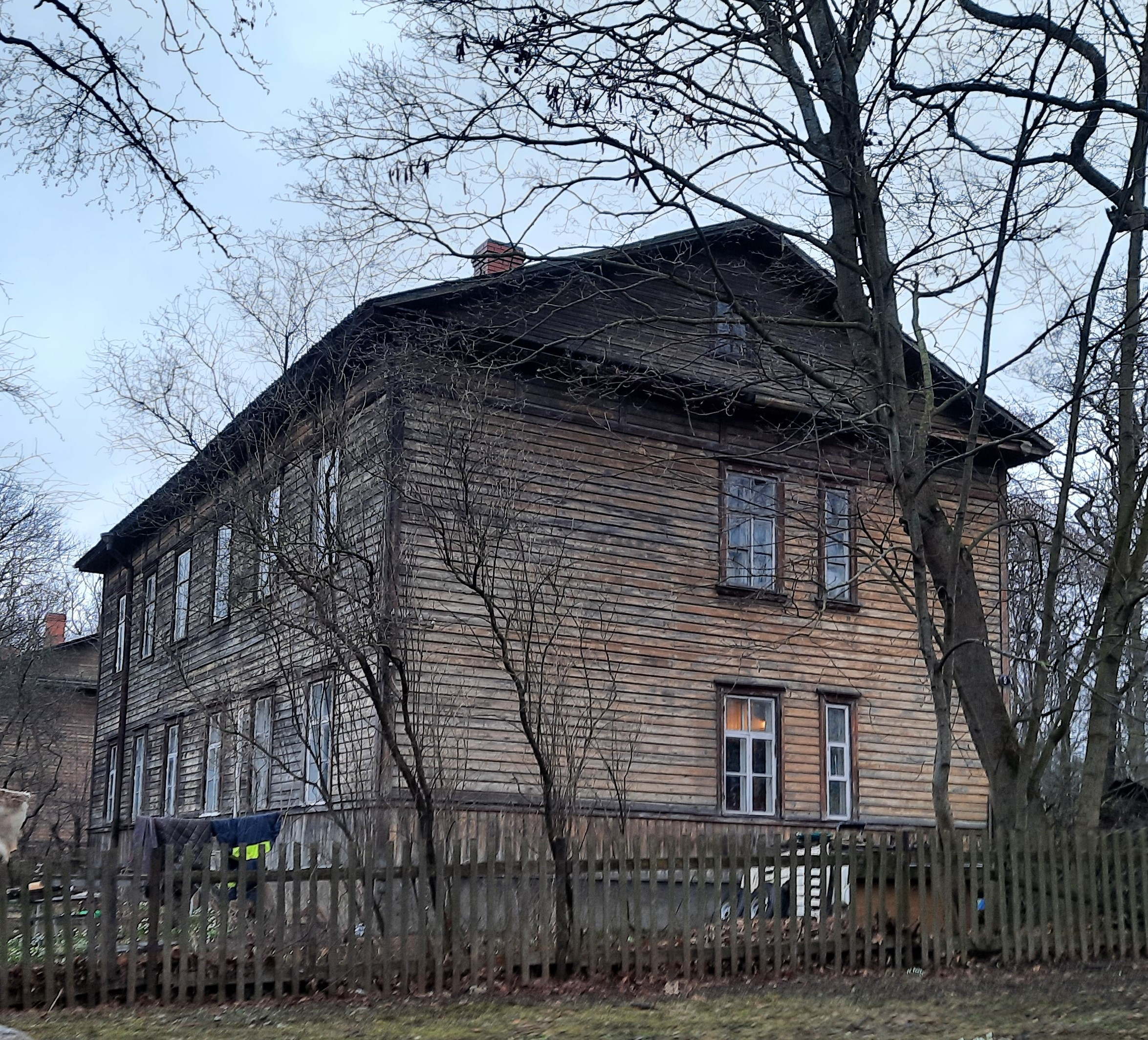
Жилой дом для младших служащих, ул. Сюста 6
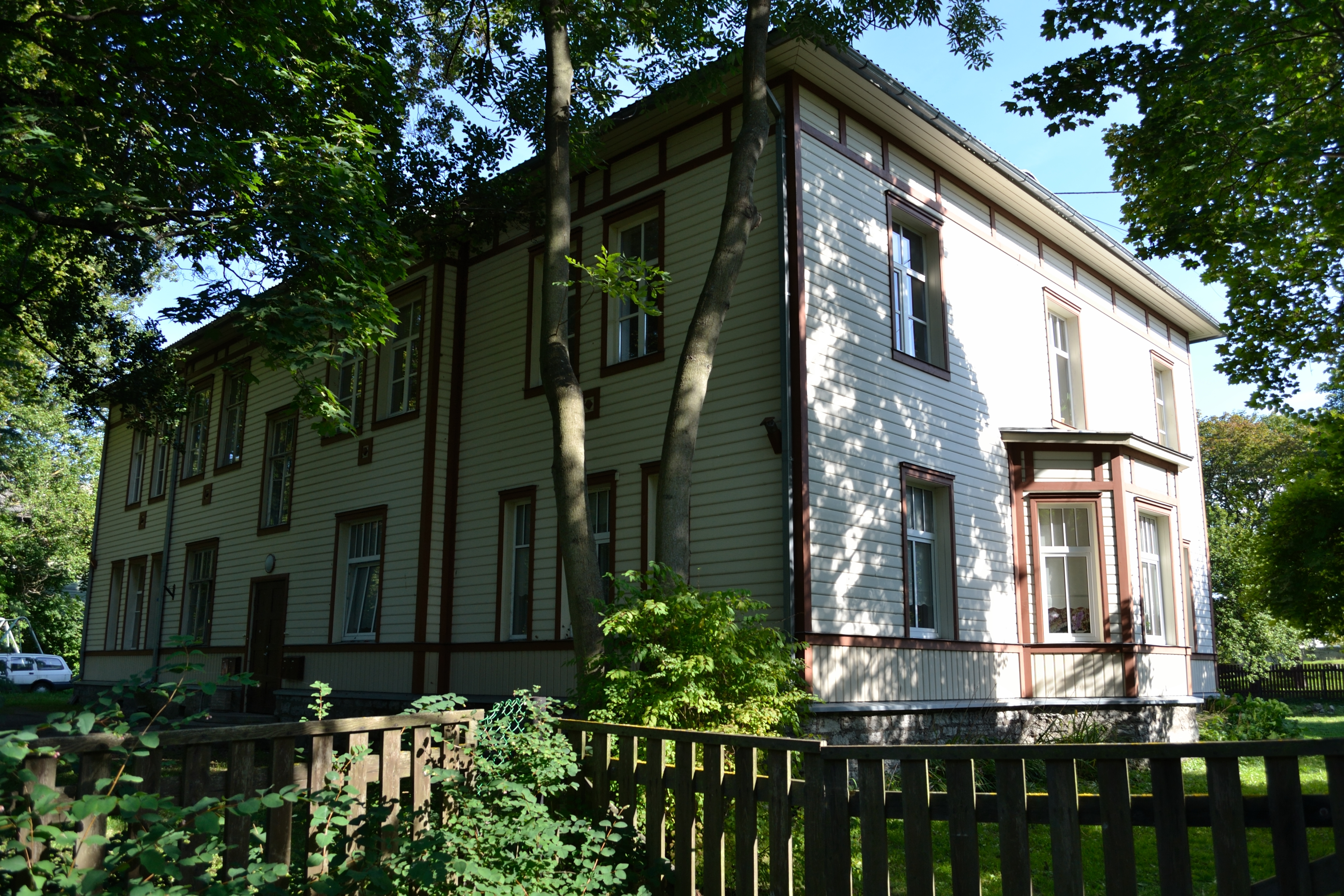
Жилой дом для младших служащих, ул. Сюста 7
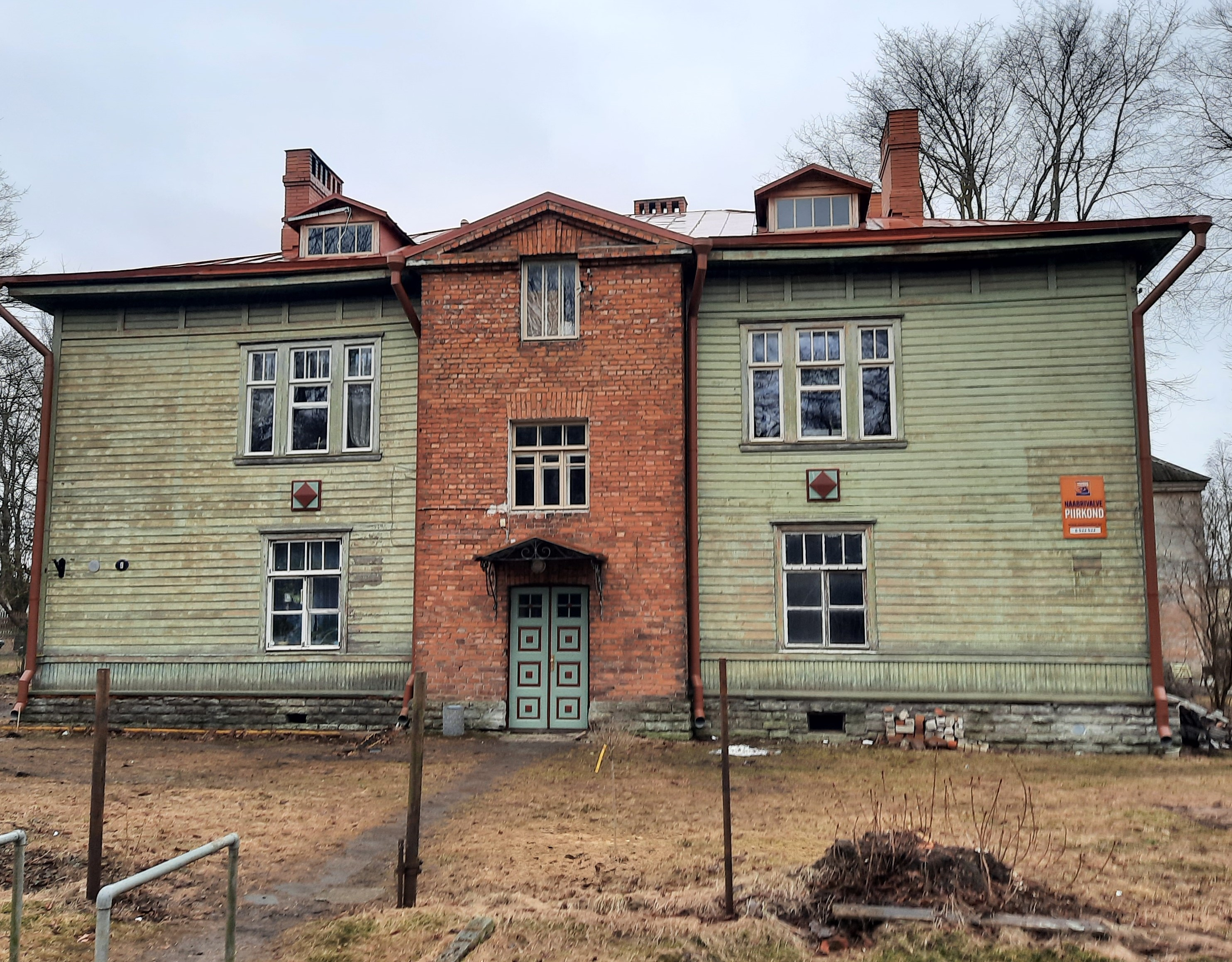
Жилой дом для младших служащих, ул. Сюста 9

## Суда, построенные на заводе до 1917 года
- лёгкий крейсер «Светлана» (1915)

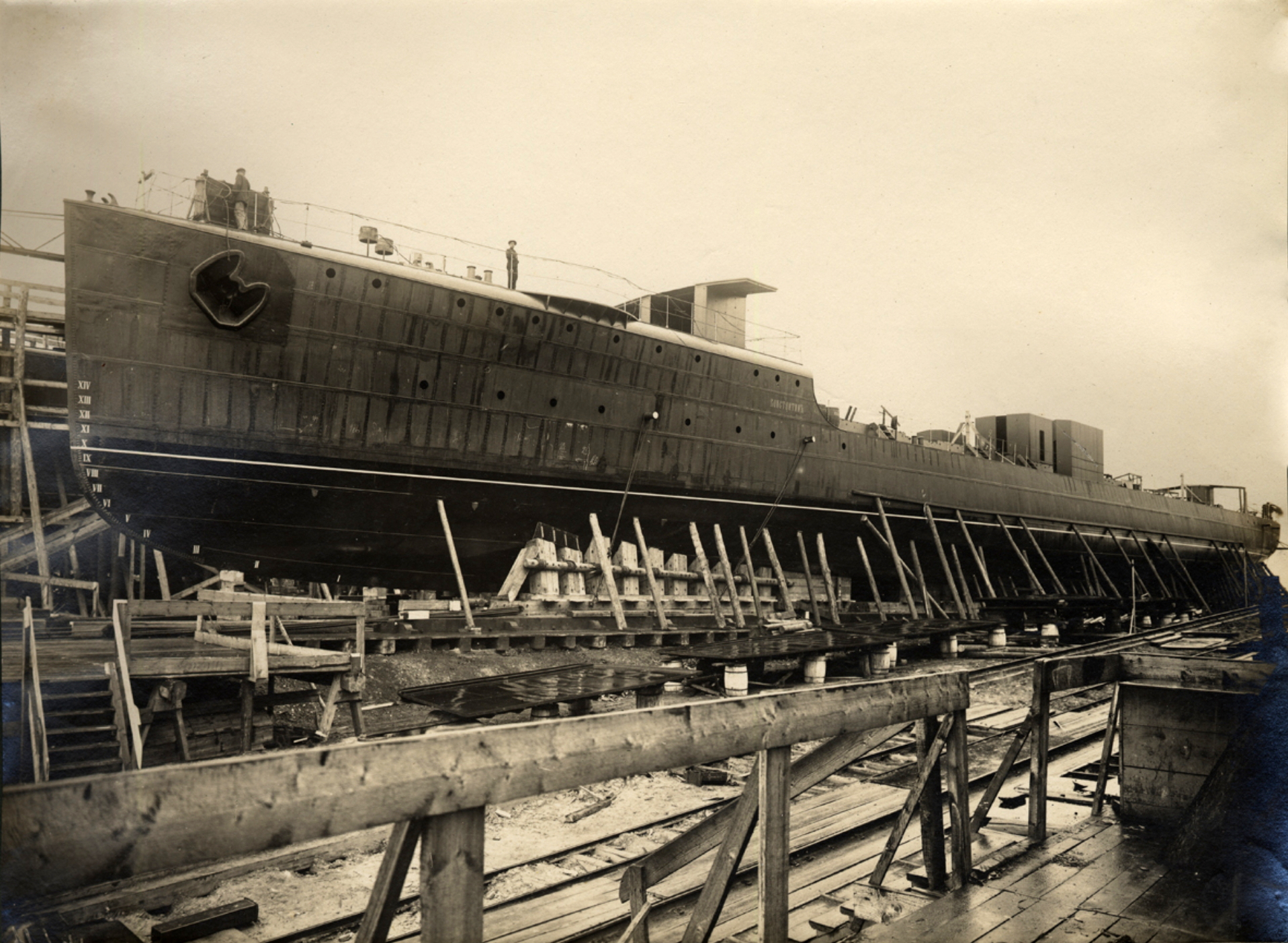
Эсминец «Константин» перед спуском на воду, 1915 год

- лёгкий крейсер «Адмирал Грейг» (1916)[35]
- эскадренные миноносцы типа «Гавриил»: «Константин», «Гавриил», «Михаил» и «Владимир» (1917)
- небольшие тральщики, канонерские лодки и баржи[4]

В 1916 году Русско-Балтийский завод получил заказ на постройку шести подводных лодок, однако в 1917 году заказ был отменён из-за неспокойной политической ситуации в Прибалтике. Готовые корпуса подводных лодок были доставлены на Балтийский завод в Петрограде.
Также не было завершено строительство уже спущенного на воду плавучего дока.

## Названия предприятий на территории Русско-Балтийского судостроительного завода

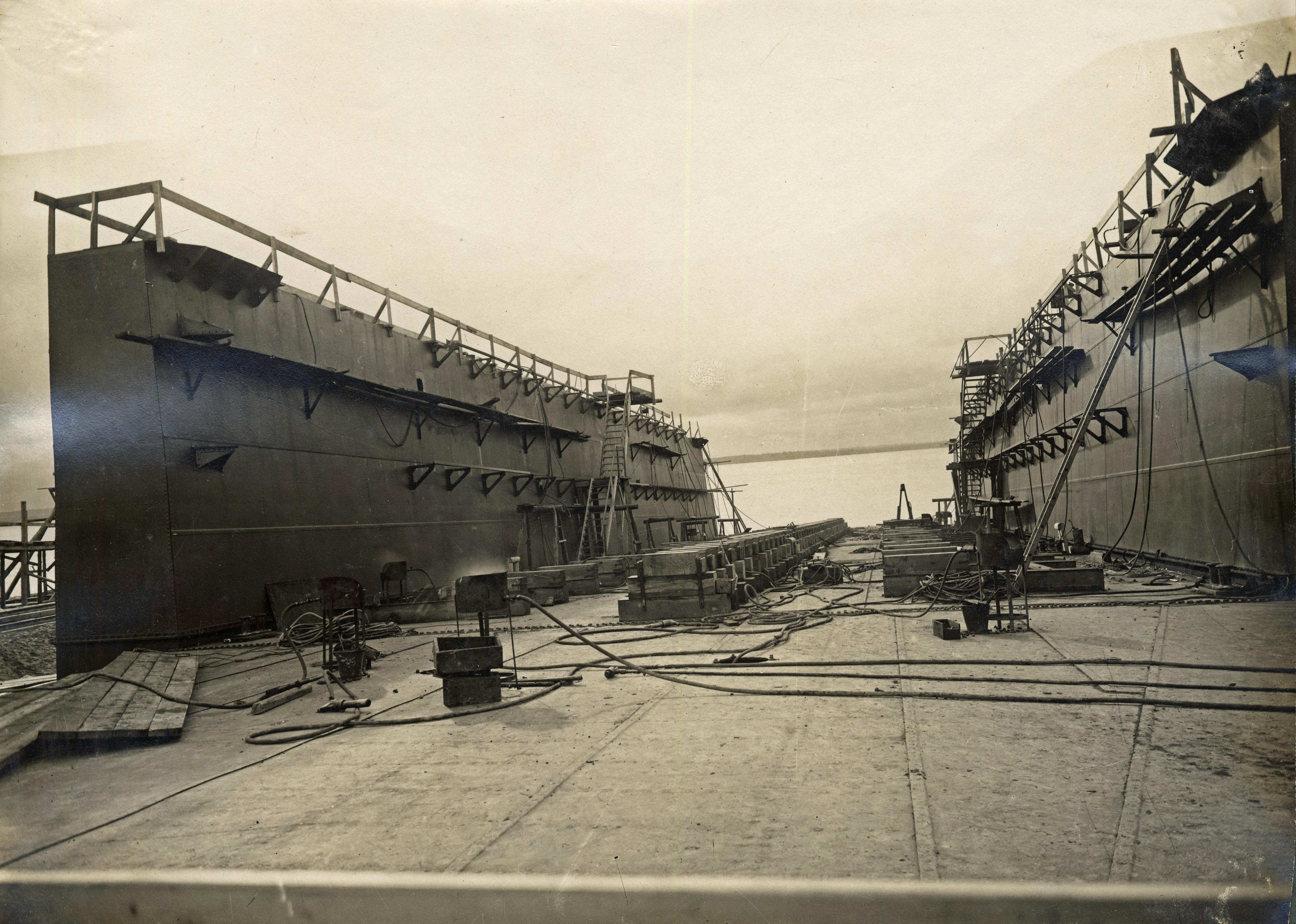
Плавучий док Русско-Балтийского судостроительного завода, 1916 год

- Русско-Балтийское судостроительное и механическое акционерное общество (эст. Vene-Balti laevaehituse ja mehaanika aktsiaselts)[15] — до 1918 года
- Vene-Balti laevaehitustehas (Русско-Балтийский судостроительный завод)[15], затем «Эстонское представительство Английско-Балтийского судостроительного и механического акционерного общества» (эст. Inglise-Balti laevaehituse ja mehaanika aktsiaseltsi Eesti esindus, англ. Anglo-Baltic Shipbuilding Engineering Company's Committee for Estonia) — до 1926 года
- т. н. территория завода «Руссо-Балт» (арендные площади)[15] — до 1940 года
- ГП «Завод № 890»[15]
- ГП «П/я[36] № 1083»[15]
- ГП «Таллинский СРЗ Совнархоза ЭССР»[15]
- ГП «Балтийский судоремонтный завод» (БСРЗ) Министерства рыбного хозяйства СССР[15] — до 1991 года
- Balti Laevaremonditehase AS (акционерное общество «Балтийский судоремонтный завод»)[15]
- BLRT Grupp, Tallinn Shipyard OÜ[15][37]

## Галерея

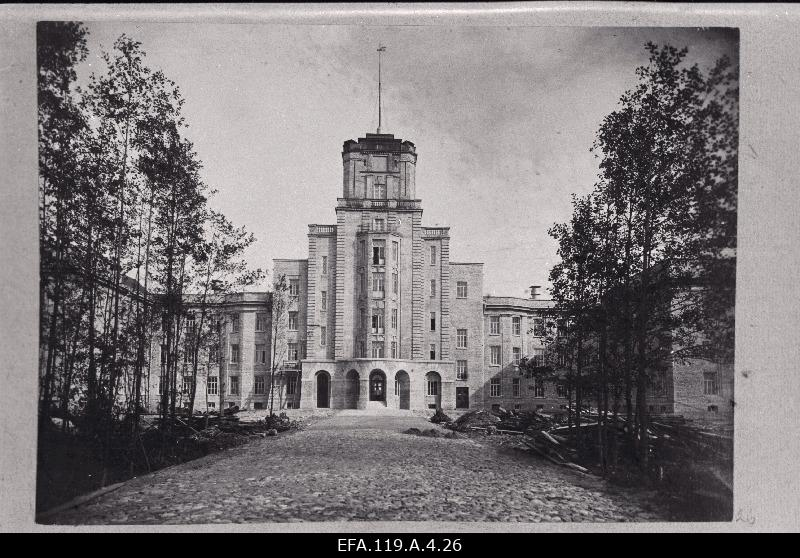
Административное здание Русско-Балтийского завода, 1900-е годы
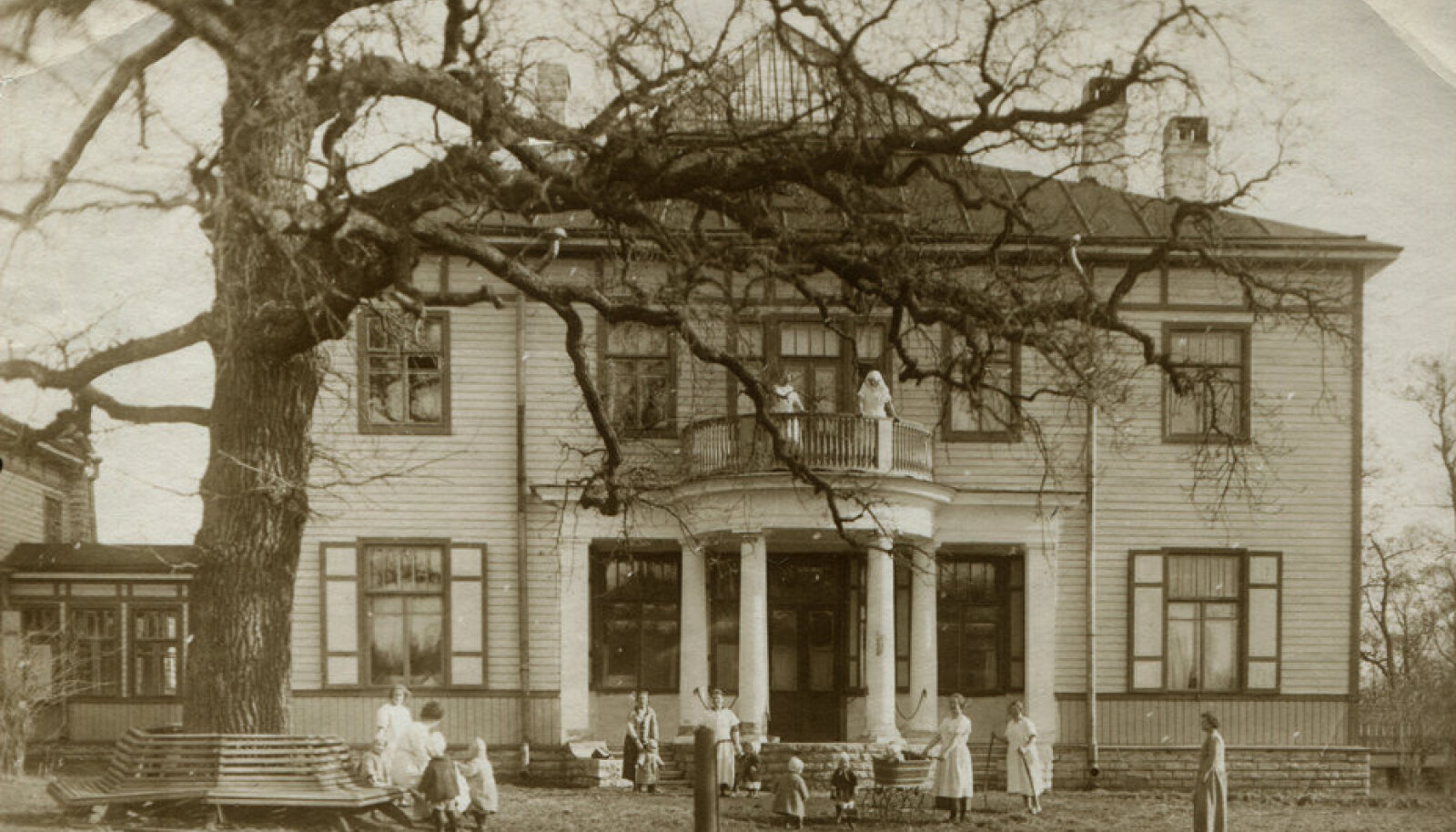
Дом директора Русско-Балтийского судостроительного завода, прим. 1916 год
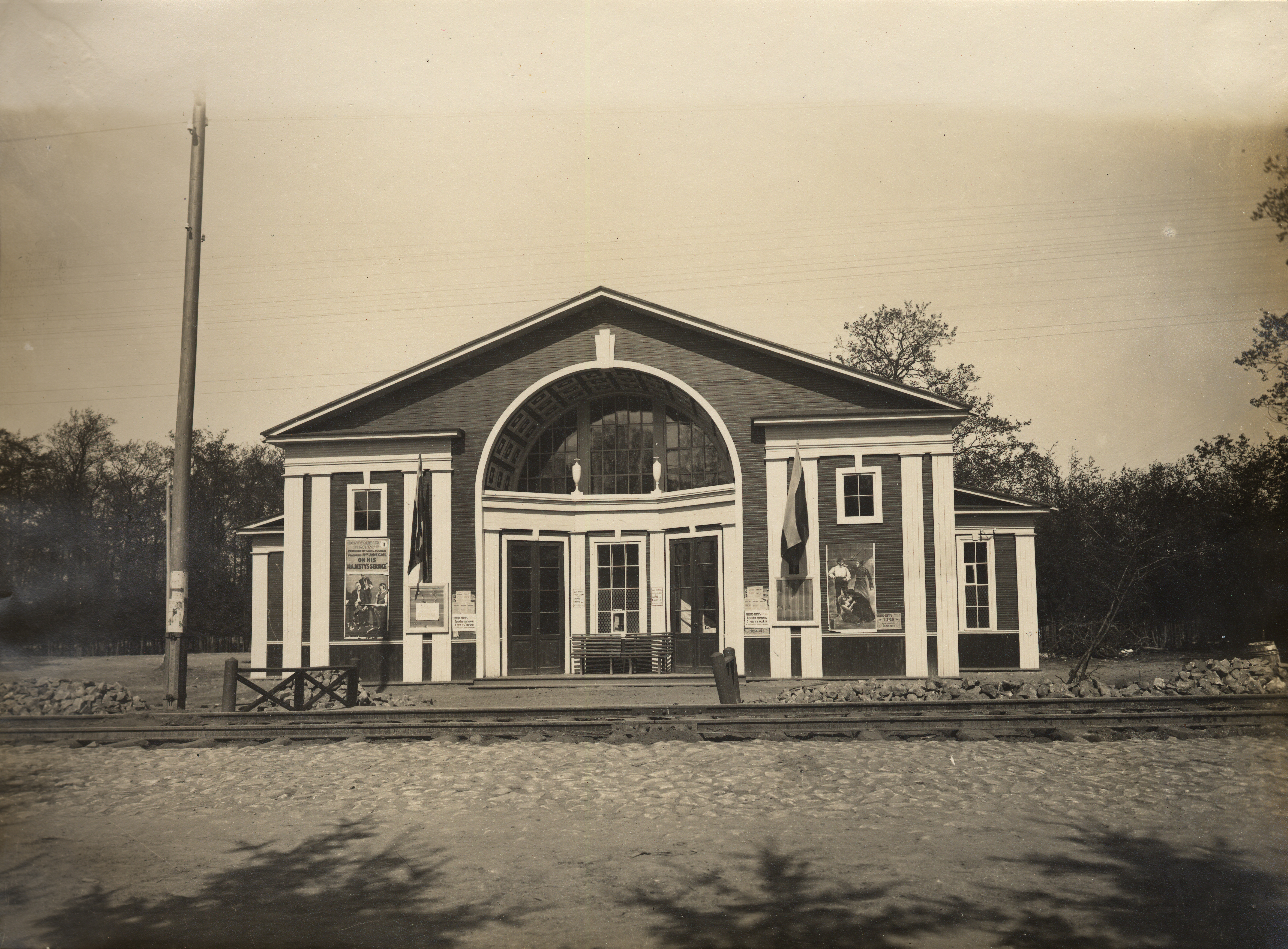
Заводской кинотеатр, 1915—1916 гг.
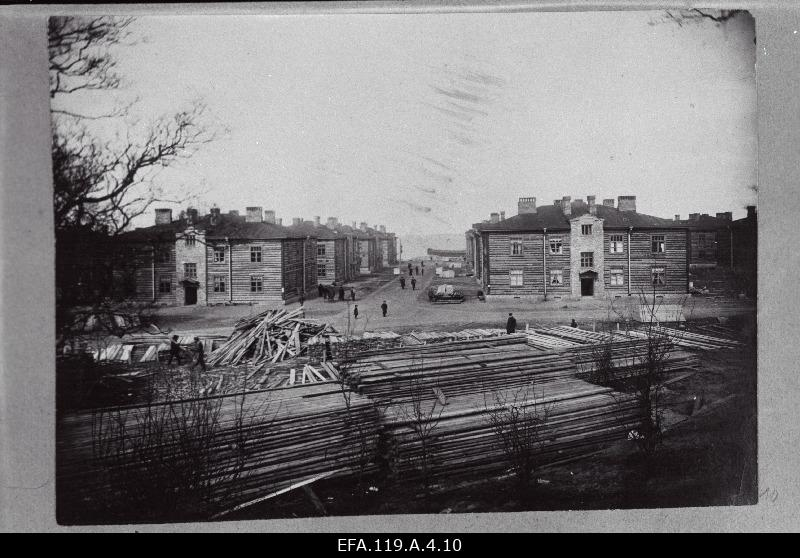
Строительство жилых домов
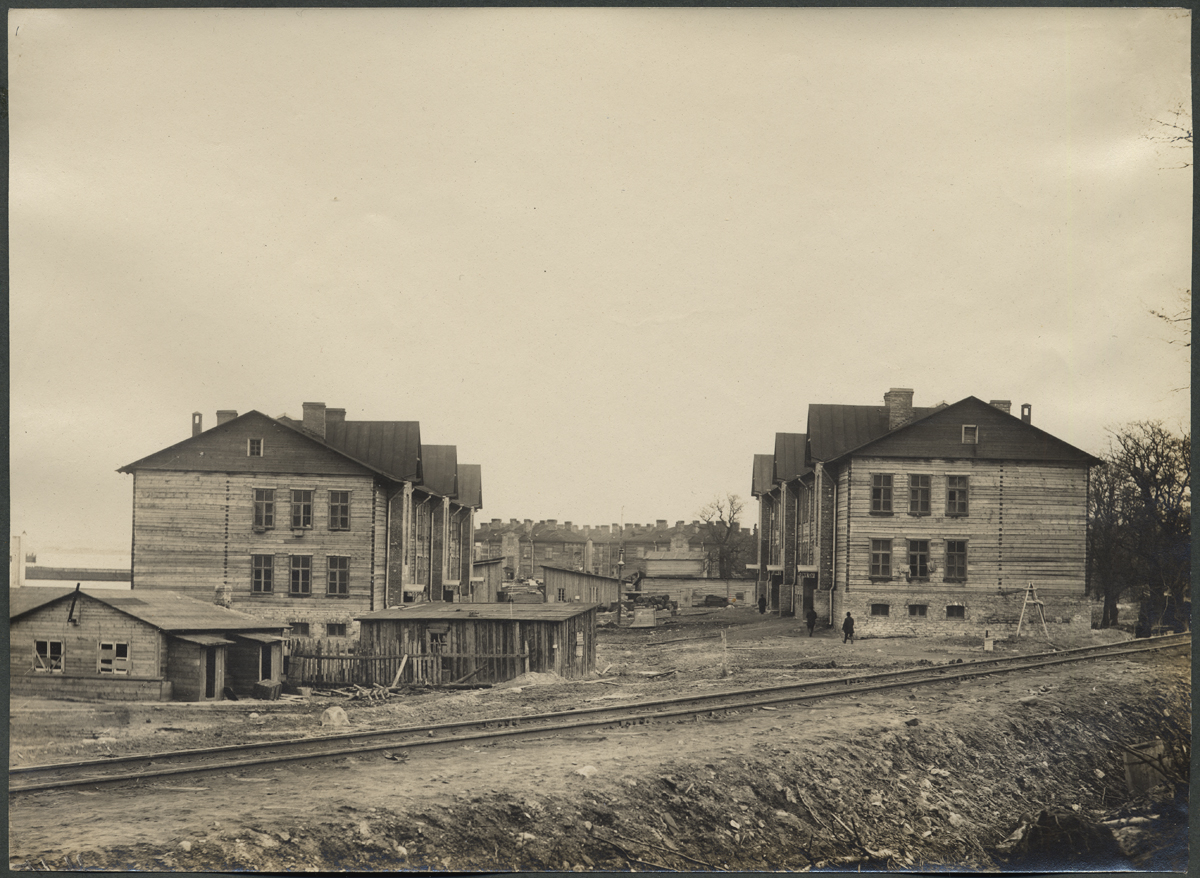
Жилые дома для рабочих, 1912—1916 гг.